# Croix des Têtes
La Croix des Têtes, située à cheval sur les communes françaises de Saint-Julien-Mont-Denis et Saint-Martin-de-la-Porte, en Maurienne, culmine à 2 491 mètres d'altitude.

## Géographie
Son relief s'achève, en face Est, par la plus haute falaise calcaire de France[réf. nécessaire]. Sur cette même face, les Mamelles de Beaune désignent deux aplombs rocheux. Ces falaises abritent des voies d'escalade réputées parmi les grimpeurs et constituent un site de base-jump.
Malgré sa surface réduite et son accès difficile la Croix des Têtes a livré des cavités assez importantes aux spéléologues du spéléo club de Chambéry,.

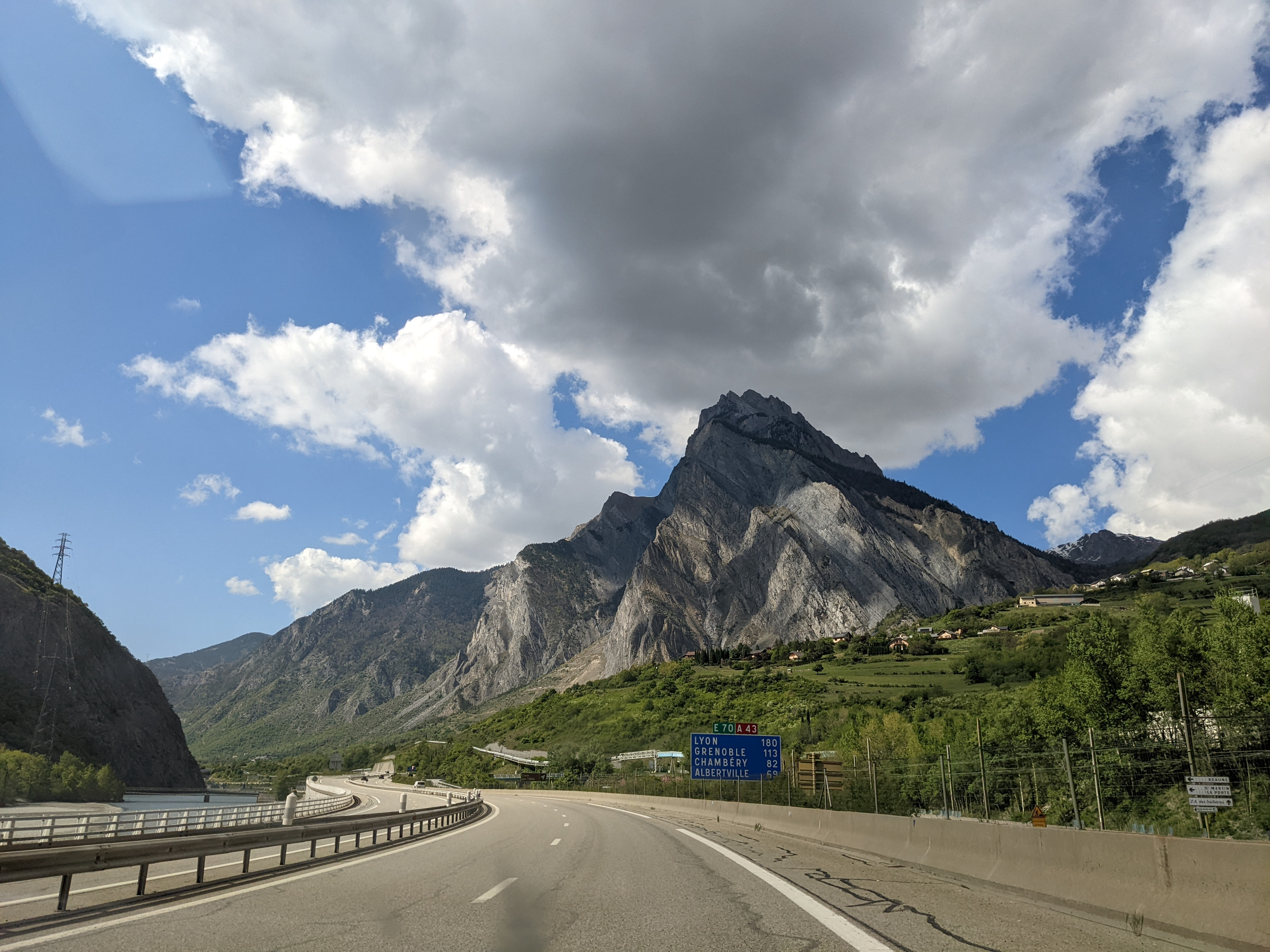
La Croix des Têtes depuis l'autoroute de la Maurienne.